# Sh2-101
Sharpless 101 (Sh2-101) ist ein Emissionsnebel (HII-Region) im Sternbild Cygnus. Er wird manchmal auch als Tulpennebel bezeichnet, weil er fotografisch dem Umriss einer Tulpe zu ähneln scheint. Er wurde von dem Astronomen Stewart Sharpless in seinem 1959 erschienenen Katalog der Nebel katalogisiert. Er befindet sich in einer Entfernung von etwa 7.000 Lichtjahren von der Erde. 
Sh2-101 befindet sich, zumindest in dem von der Erde aus gesehenen Bereich, in unmittelbarer Nähe des Mikroquasars Cygnus X-1, in dem eines der ersten vermuteten Schwarzen Löcher entdeckt wurde. Cygnus X-1 befindet sich etwa 15′ westlich von Sh2-101. Der Begleitstern von Cygnus X-1 ist ein Überriese der Spektralklasse O9.7 Iab mit einer Masse von 21 Sonnenmassen und dem 20-fachen Radius der Sonne. Die Periode des Doppelsternsystems beträgt 5,8 Tage, und das Paar ist um 0,2 Astronomische Einheiten voneinander entfernt. Das schwarze Loch hat eine Masse von 15 Sonnenmassen und einen Schwarzschildradius von 45 km. Ein Bugschock wird durch einen Strahl energiereicher Teilchen aus dem Schwarzen Loch bei der Wechselwirkung mit dem interstellaren Medium erzeugt.